# 明故宮駅
明故宮駅（みんこきゅうえき）は、南京市秦淮区中山東路、明故宮遺跡の隣にある、南京地下鉄の駅である。2号線、6号線と13号線が乗り入れ、三路線の接続駅となっている。

## 歴史
- 2010年5月28日2号線の駅として開業。

## 駅構造

### のりば
| 番線 | 路線            | 方面                            | 行先          |
| ---- | --------------- | ------------------------------- | ------------- |
|      | 南京地下鉄2号線 | 青蓮街・天保街・魚嘴 方面       | 魚嘴 行き     |
|      | 南京地下鉄2号線 | 馬群・金馬路・経天路 方面       | 仙林湖 行き   |
|      | 南京地下鉄6号線 | 富貴山・燕江新城・金陵石化 方面 | 棲霞 行き     |
|      | 南京地下鉄6号線 | 光華門・機場跑道旧址・夾崗 方面 | 南京南駅 行き |

## 隣の駅
南京地下鉄
■2号線
西安門駅 - 明故宮駅 - 苜蓿園駅
■6号線
光華門駅 - 明故宮駅 - 富貴山駅